# Birkenhead

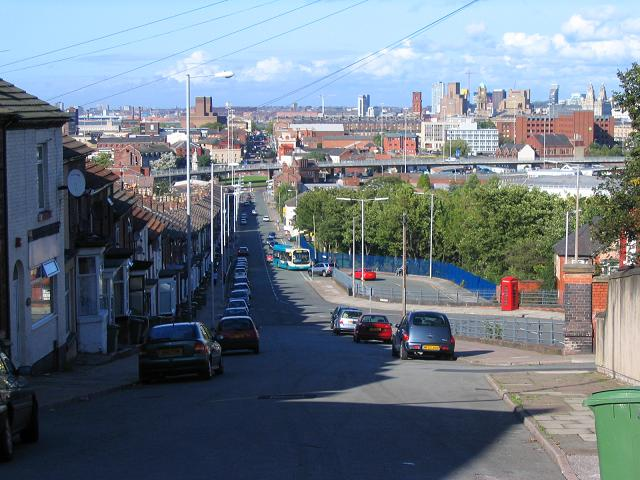

Birkenhead é uma cidade localizada na península de Wirral, no condado de Merseyside, na margem esquerda do rio Mersey, oposta a Liverpool. A cidade ficou famosa pelo seu porto e por ser um centro de construção naval.
Possui o Birkenhead People's Park - o primeiro parque urbano construído com financiamento da comunidade.